# Christoph Hegendorf

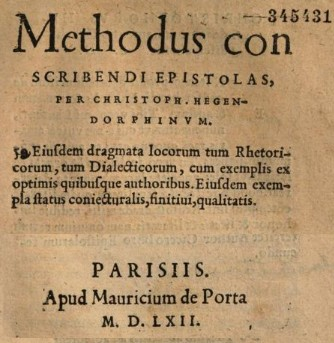

Christoph Hegendorf (* um 1500 in Leipzig; † 8. August 1540 in Lüneburg) war ein humanistischer Dichter, lutherischer Theologe und Jurist.

## Leben
Hegendorf besuchte die Thomasschule zu Leipzig. Er studierte die Grundfächer und Theologie in seiner Vaterstadt Leipzig. Als Humanist wird er Schüler des Petrus Mosellanus. Mit Philipp Melanchthon stand er in Briefwechsel, der ihn nach Posen empfahl. Dort war Hegendorf eine Zeitlang an der Lubrański-Akademie als Lehrer des Griechischen tätig. Als Mosellanus 1524 starb, wurde er als dessen Nachfolger auf den Lehrstuhl für Griechisch in Leipzig berufen. Später ging er in gleicher Eigenschaft an die Viadrina in Frankfurt (Oder).
Diese Tätigkeit befriedigte ihn offenbar nicht. Er war in Frankfurt zum Doktor juris promoviert worden. Da er nach praktischer Arbeit verlangte, ging er bereits 1537 als Syndikus der Stadt nach Lüneburg. Offenbar verfügte er über organisatorisches Talent. Er wurde so sehr gerühmt, dass die Universität Rostock ihm die Aufgabe übertrug, das Hochschulwesen zu reformieren. Als Hegendorf nach Lüneburg zurückkehrte, wurde er 1539 zum Superintendenten der Stadt berufen. Kaum dass er dieses Amt übernommen hatte, wurde er 1540 von der Pest dahingerafft. Theologisch konnte er sich nicht mehr betätigen. Von ihm liegen Klassikerausgaben und einige lateinische Schulkomödien vor.